# لانا لين
لانا لين (بالإنجليزية: Lana Lane)‏ (و. القرن 20  م) هي مغنية، وملحنة، وعازفة بيانو أمريكية، ولدت في كونكورد، كونترا كوستا، كاليفورنيا، تستخدم آلات بيانو، بدأت مشوارها المهني سنة 1993.

## روابط خارجية
- لانا لين على موقع ميوزك برينز (الإنجليزية)
- لانا لين على موقع أول ميوزيك (الإنجليزية)
- لانا لين على موقع ديسكوغز (الإنجليزية)